# Dadsonita
La dadsonita és un mineral de la classe dels sulfurs. Rep el seu nom en honor del mineralogista canadenc Alexander Stewart Dadson (1906 — 1958).

## Característiques
La dadsonita és un sulfur de fórmula química Pb23Sb25S60Cl. A part dels elements de la seva fórmula també pot contenir impureses d'arsènic i ferro. Cristal·litza en el sistema triclínic en forma d'agulles fibroses, generalment de cristalls múltiples, allargats i estriats al llarg de [010], de fins a 2 mm; i típicament en agregats que tenen l'aspecte de ser "llana d'acer". La seva duresa a l'escala de Mohs és 2,5.
Segons la classificació de Nickel-Strunz, la dadsonita pertany a «02.HC: Sulfosals de l'arquetip SnS, amb només Pb» juntament amb els següents minerals: argentobaumhauerita, baumhauerita, chabourneïta, dufrenoysita, guettardita, liveingita, parapierrotita, pierrotita, rathita, sartorita, twinnita, veenita, marumoïta, dalnegroïta, fülöppita, heteromorfita, plagionita, rayita, semseyita, boulangerita, falkmanita, plumosita, robinsonita, moëloïta, owyheeïta, zoubekita i parasterryita.

## Formació i jaciments
La dadsonita es forma en filons hidrotermals en presència d'altres minerals sulfurs i sulfosals de plom.
La dadsonita ha estat trobada a Yellowknife (Districte de Mackenzie, Territoris del nord-oest i a Huntingdon Townsgip (Comtat de Hastings, Ontario), indrets situats al Canadà que comparteixen l'estatus de localitat tipus; a Wolfsberg (Saxònia-Anhalt, Alemanya); a l'àrea de Sant Ponç (Provença-Alps-Costa Blava, França); a la mina Red Bird (Nevada, Estats Units); a les mines Lavrion (Àtica, Grècia); a la mina Buca della Vena i a les pedreres Seravezza (Toscana, Itàlia); a Kľačianka i Dúbrava (Žilina, Eslovàquia); al dipòsit de Au-Ag-Te Kochbulak a Chatkal-Kuraminskii (Uzbekistan); i a la mina Tongkeng-Changpo, al Comtat de Nadan (Guangxi, Xina). A Catalunya s'ha trobat a una mina d'antimoni de Llavorsí, al Pallars Sobirà (Lleida).
Sol trobar-se associada a altres minerals com: jamesonita, robinsonita, bournonita, boulangerita, zinkenita i calcostibita.